# 曼諾·文尼薩斯
路易斯·安东尼奥·温克·德梅内塞斯（葡萄牙語：Luiz Antonio Venker de Menezes，1962年11月5日—），簡稱：曼诺·梅内塞斯（葡萄牙語：Mano Menezes），出生於巴西南里奧格蘭德州, 曾任巴西国家队的主教练。
他在2010年世界盃後接替邓加成为「森巴军团」主帅。2012年11月23日，巴西足總宣佈，辭退國家隊教練文尼薩斯。在梅內塞斯執教期間，巴西男足在那年10月的國際足聯的排名中一度排名第14，這也創下了巴西國家隊歷史最差排名紀錄。